# Tere Sammallahti
Tere Andreas Sammallahti, född 5 augusti 1981 i Helsingfors, är en finländsk politiker (Samlingspartiet). Han är ledamot av Finlands riksdag sedan 2023.
Sammallahti blev invald i riksdagen i riksdagsvalet 2023 med 5 277 röster från Nylands valkrets.